# Ascensione di san Giovanni Evangelista
L'Ascensione di San Giovanni Evangelista è uno stucco policromo di Donatello che decora uno dei medaglioni sui pennacchi che reggono la cupola della Sagrestia Vecchia nella basilica di San Lorenzo a Firenze. Misura 215 cm di diametro e risale al 1428-1443. Vari studiosi hanno proposto datazioni entro intervalli più brevi, ma non c'è accordo al riguardo.

## Storia
La Sagrestia di Brunelleschi, commissionata da Giovanni di Bicci de' Medici, venne realizzata tra il 1421 e il 1428. Un primo contatto con Donatello dovette risalire già al 1428, quando iniziò a fornire i primi rilievi, tra cui, forse, proprio i tondi delle Storie di San Giovanni evangelista. Nel 1434, dopo la morte di Giovanni e il rientro di Donatello da Roma, Cosimo de' Medici affidò allo scultore il compito di completare la decorazione di quella che era già diventata la cappella funebre della famiglia Medici. Donatello vi lavorò a più riprese, vista anche la mole del lavoro che prevedeva otto medaglioni monumentali, due lunette-soprapporte e due porte bronzee. I lavori erano tutti conclusi alla partenza per Padova dell'artista (1443).
Brunelleschi non fu contento dei lavori di Donatello alla sua Sagrestia: essi andavano a intaccare quell'essenzialità decorativa di cui si faceva promotore, inoltre non aveva gradito che non fosse stato interpellato nemmeno per un parere: fu la fine dell'amicizia e della collaborazione tra i due geni del primo Rinascimento.

## Descrizione e stile

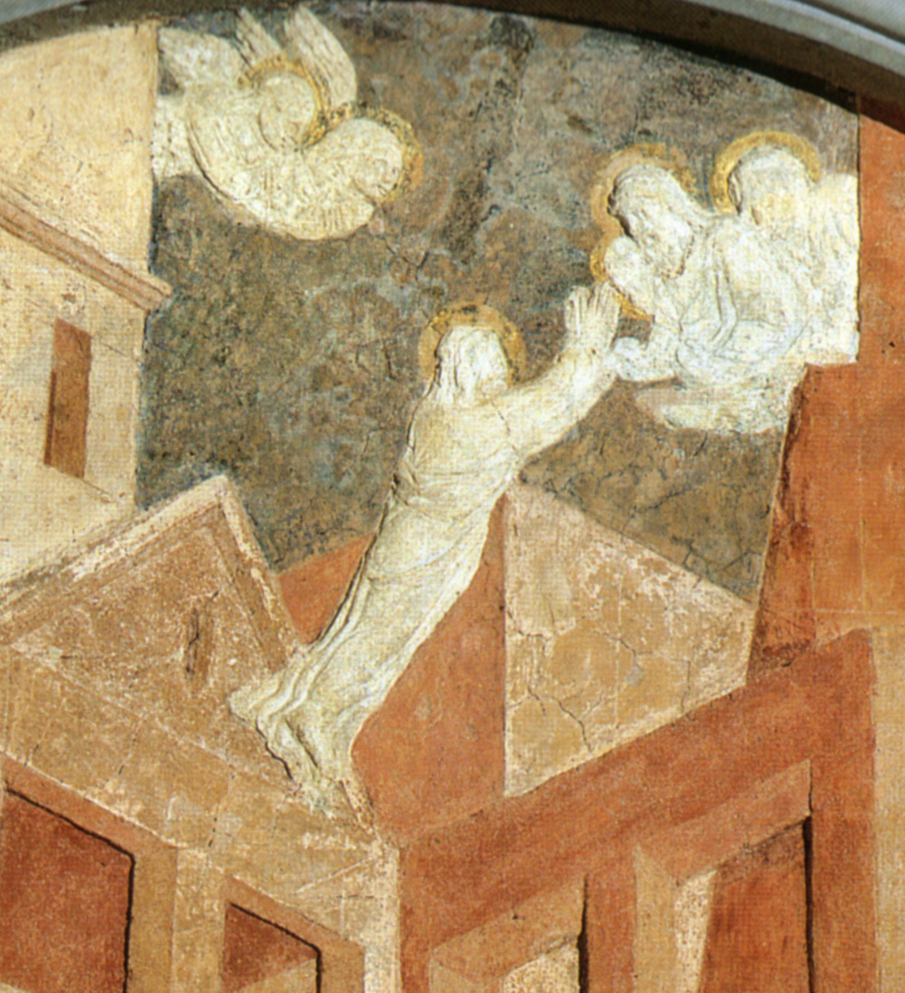
Dettaglio

I quattro medaglioni dei pennacchi rappresentavano scene della vita di san Giovanni evangelista, al quale era dedicata la cappella essendo il patrono del primo committente, Giovanni di Bicci. Si tratta della prima grande commissione documentata da parte dei Medici per lo scultore, nonché della sua prima prova conosciuta su un ciclo composto da più scene.
La scena dell'Ascensione di Giovanni è l'ultima del ciclo. I colori usati sono il bianco, il rosso mattone, l'azzurro e le loro sfumature, oltre a alcuni dettagli in nero e in oro (come le aureole).
L'Ascensione, come gli altri medaglioni, è ottimizzata per una visione trasversale dal basso, secondo il punto di vista naturale dello spettatore (infatti si vede chiaramente il lato inferiore di architravi e altri elementi sospesi). Protagonista della scena è l'architettura complessa, nella quale sono disposte con naturalezza le varie figure. La prospettiva lineare a punto di fuga unico e centrale di invenzione brunelleschiana qui appare superata, con una serie di elementi trasversali, che danno alla scena uno straordinario dinamismo. San Giovanni, secondo una tradizione ripresa dalla Leggenda aurea di Jacopo da Varazze e già dipinta a Firenze da Giotto nella Cappella Peruzzi (1318), ascende in cielo e viene accolto dal maestro Gesù, da angeli e santi. Anche nella scena di Giotto l'architettura complessa ha un peso fondamentale nella scena e può darsi che Donatello abbia reinventato a modo suo più fonti di ispirazione.
Intorno al santo una folla guarda stupita l'evento miracoloso, comprese alcune figure in primo piano che sono oltre un alto muro che taglia orizzontalmente in basso la scena. Uno di questi personaggi è voltato di spalle e fa per aggrapparsi in modo da vedere meglio, ricordando un personaggio dei rilievi aureliani dell'arco di Costantino a Roma, che Donatello aveva avuto sicuramente modo di vedere e studiare.
A differenza degli altri rilievi qui la linea d'orizzonte non coincide col diametro orizzontale, ma si trova più in basso. L'azione principale è quindi confinata in una piccola porzione superiore del tondo, mentre il resto è dominato dall'architettura labirintica, i cui scorci evidenziano, con un gioco di linee di forza perpendicolari, il moto ascensionale di Giovanni.